# Etheostoma obeyense
Etheostoma obeyense és una espècie de peix de la família dels pèrcids i de l'ordre dels perciformes.

## Morfologia
Els mascles poden assolir els 8,4 cm de longitud total.

## Distribució geogràfica
Es troba a Nord-amèrica: Tennessee i Kentucky.